# Solenoptilon kochi
Solenoptilon kochi là một loài côn trùng trong họ Solenoptilidae thuộc bộ Neuroptera. Loài này được Geinitz miêu tả năm 1887.